# BB 9700
,,
Les BB 9700 sont une petite série de quatre locomotives de la SNCF circulant sous courant continu à la tension de 1 500 V entre 1992 et 2007.
Issues de la transformation de BB 9200, aptes à la réversibilité, elles sont attelées à des rames de dix voitures V2N et desservent la grande banlieue sud-est de Paris atteignant même Dijon le long de l'artère impériale ». Ces prestations sont éprouvantes pour les locomotives, victimes de pannes à répétition au cours des derniers mois de leur service et arrêtées au bout de quinze ans.

## Genèse de la série

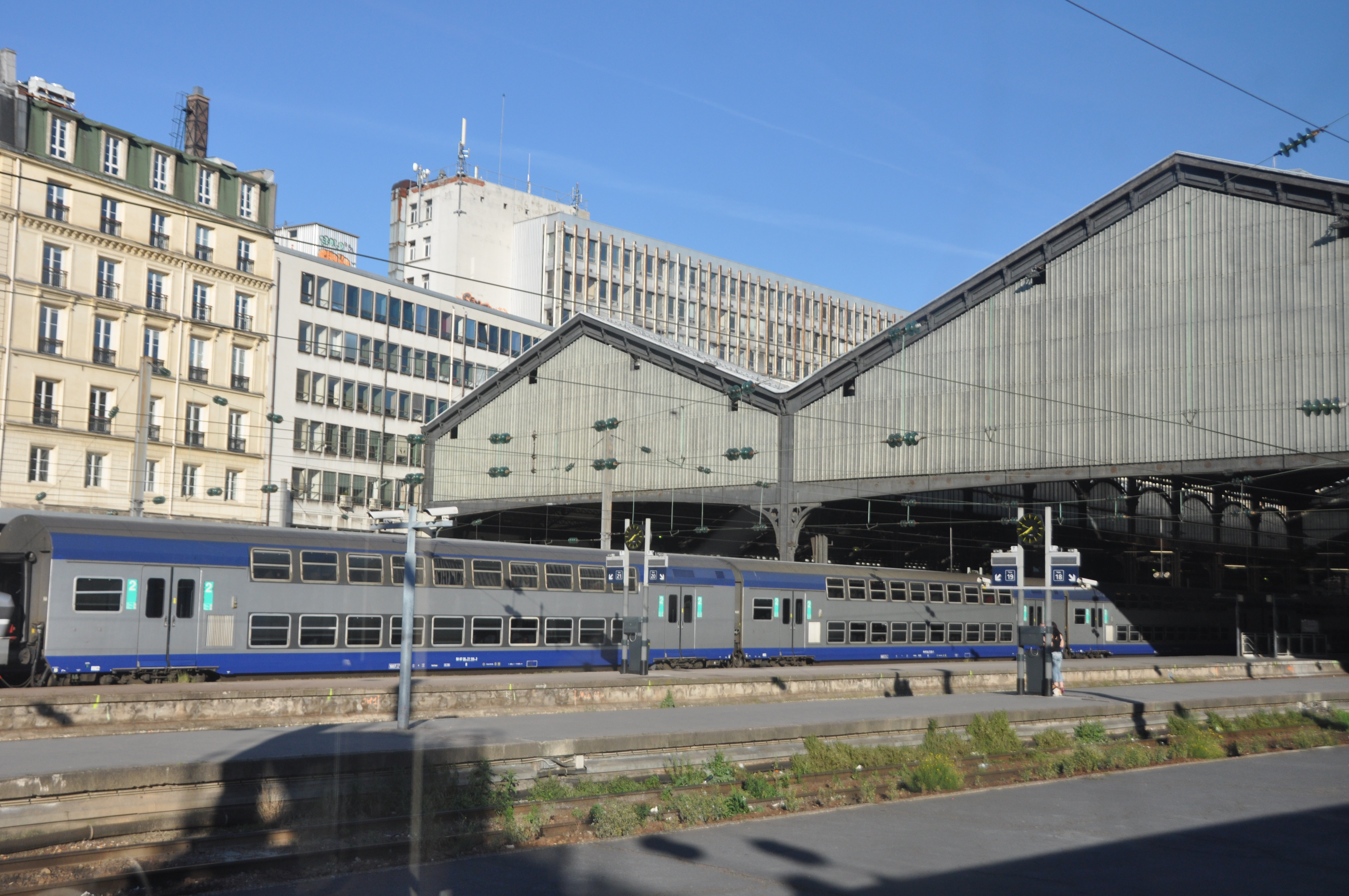
Rame de V2N.

Dans les années 1980, les personnes travaillant à Paris habitent de plus en plus loin de la capitale, ce qui engendre d'importants flux de population quotidiens. Pour répondre à cette demande, la SNCF conçoit des voitures à deux niveaux (V2N) constituant des rames à forte capacité aptes à circuler à 160 km/h. Ces rames réversibles de dix voitures, dont celle d'extrémité possède un poste de conduite, doivent pouvoir être tractées, mais aussi poussées par des locomotives adaptées. Ces locomotives doivent être de deux types, soit à courant alternatif monophasé pour desservir le nord et l'ouest de la capitale, soit à courant continu pour le sud-est.
Ne souhaitant pas investir dans la construction de locomotives neuves pour de si petites séries et tenant compte des disponibilités du matériel existant, la SNCF choisit de modifier quinze BB 16000 dans le premier cas, ce qui aboutit aux BB 16100, et de modifier des BB 9200 en BB 9700 pour le second cas. Alors que huit BB 9700 sont à l'origine prévues pour cet usage, le nombre est en définitive ramené à quatre : deux locomotives sont simultanément en service sur les deux rames V2N existantes, les deux autres sont stationnées en réserve.

## Description
Les BB 9700 sont des locomotives électriques résultant de la transformation en 1992-1993 de BB 9200, en l’occurrence les BB 9271, 9281 (ancienne BB 9200 Capitole), 9285 et 9286.
Elles reçoivent un équipement de multiplexage permettant leur conduite en réversibilité, un automate assurant certaines fonctions de commande et des dispositifs de sécurité comme le contrôle de vitesse par balises. Un nouveau pupitre de conduite leur est appliqué et les cabines sont renforcées et insonorisées. Des modifications de leur suspension leur confèrent une meilleure stabilité en pousse. Leurs principales caractéristiques, et notamment leur puissance continue (3 850 kW) restent identiques à celles des BB 9200.
Elles portent, tout comme les BB 16100, une variante de la livrée « Corail » grise avec une bande orange ceinturant la caisse en partie basse et une bande gris foncé en partie haute, sur le pavillon et en encadrement des feux sur les faces frontales. Elles se distinguent aussi, en outre, par la présence d'une prise sur les faces frontales ; celle-ci est destinée au câble de transmission des informations entre la motrice et la voiture pilote à l'autre extrémité de la rame.

## Carrière et service
Les BB 9700 assurent le service Paris - Montereau - Sens - Laroche-Migennes, ainsi que le week-end Paris - Dijon et Laroche-Migennes - Dijon. Cette utilisation en tête de trains lourds, surtout aux heures de pointe, et soumis à de fréquents redémarrages sollicite énormément les équipements électriques souvent défaillants.
Rattachées au dépôt de Paris-Sud-Ouest jusqu'à sa fermeture fin 2004, les BB 9700 sont par la suite entretenues au dépôt de Dijon-Perrigny. Les quatre locomotives sont affectées depuis la répartition par activités du 1er janvier 1999 au TER Bourgogne et sont alors renumérotées BB 509701 à 509704.
Les BB 9700, à bout de souffle après quinze ans de services intensifs et victimes de fréquentes pannes électriques dans les derniers mois de leur circulation, sont remplacées à partir d’avril 2007 par des BB 7200 équipées spécialement pour la réversibilité. Toute la série est radiée entre décembre 2006 et juillet 2007.
| Engins  | Ancien n°  | Mise en service   | Transformation | Radiation        | Livrée | Dépôts         |
| ------- | ---------- | ----------------- | -------------- | ---------------- | ------ | -------------- |
| BB 9701 | ex BB 9271 | 3 juillet 1960    | 17 avril 1992  | 4 mai 2007       | Corail | Dijon-Perrigny |
| BB 9702 | ex BB 9281 | 29 juin 1962      | octobre 1992   | 9 juillet 2007   | Corail | Dijon-Perrigny |
| BB 9703 | ex BB 9285 | 10 octobre 1962   | janvier 1993   | 25 avril 2007    | Corail | Dijon-Perrigny |
| BB 9704 | ex BB 9286 | 1er novembre 1962 | mars 1993      | 14 décembre 2006 | Corail | Dijon-Perrigny |

## Modélisme
La  BB 9702 a été reproduite en HO par la firme Jouef.